# イエマ
イエマ（英: YEMA）は、フランスの時計メーカーである。本社はブザンソンにある。
クォーツショックを経て現存する、数少ないフランスの時計メーカーである。現在はセイコーやミヨタのムーブメントを多く使用しているが、自社製ムーブメントの開発も進めている。

## 概要
- 1948年 - 時計師であるアンリ・ルイ・ベルモンにより設立された。
- 1963年 - イエマの初となる時計モデル・スーパーマンが誕生した。ダイビングプロフェッショナルのために最初に開発された時計である。
- 1966年 - カーレースのために設計されたラリーグラフが誕生。
- 1982年 - マトラに売却される。
- 1988年 - セイコーにより買収される。
- 2004年 - フランス資本に戻る。
- 2009年 - モルトー（フランス語版）に拠点を持つ時計師グループ、モントル・アンブル（Montres Ambre）に買収される。
- 2011年 - 自社製自動巻きムーブメントMBP1000を発表。
- 2017年 - CNES（フランス国立宇宙研究センター）とのコラボレーションにより、プロキシマ・スペースミッション（10人目のフランス人宇宙飛行士のフライト）にちなみスペースグラフを発表。
- 2018年 - 正式に日本での発売開始。

## 主な時計モデル
- スーパーマン（300メートル防水）
- ラリーグラフ
- ヨッティングラフ
- スペースグラフ（コラボレーションモデル）